# Стародубское (станция)
Староду́бское (с 1911 по 1946 — Сакаэхама яп. 栄浜, с 1946 по 1995 — Стародубское) — ликвидированная железнодорожная станция Сахалинского региона Дальневосточной железной дороги, располагавшаяся на разобранной тупиковой ветке от Долинска (Отиай).

## История
Станция открыта в 1911 году в составе пускового участка Южно-Сахалинск (Тоёхара) — Стародубское (Сакаэхама).
В 1995 году эксплуатация станции прекращена, ветка от Долинска законсервирована. По состоянию на июнь 2006 года, большая часть пути на перегоне Долинск — Стародубское разобрана.

## Описание
По состоянию на 2006 год сохранилась только насыпь главного пути. Вокзал разрушен.

## В культуре и искусстве
Станция известна тем, что с 31 июля по 12 августа 1923 года японский писатель Кэндзи Миядзава совершил поездку с Хоккайдо на Южный Сахалин, в поисках души своей умершей от туберкулёза 27 ноября 1922 года в 24 года младшей сестры Тоси Миядзавы, так как он думал, что её душа отправилась на север, и во время которой, 4 августа 1923 года, посетил станцию Сакаэхама, в селе Сакаэхама (Стародубское), которая в то время была самой северной железнодорожной станцией Японии. Как считается, именно посещение станции Сакаэхама вдохновило его во время этой поездки на написание стихотворения на смерть сестры Тоси «Охотская элегия» (オホーツク挽歌), на создание первых набросков литературного сборника «Весна и Асура» (春と修羅, Хару то Сюра) и на начало работы над своим знаменитым произведением о смерти, романом-аллегорией «Ночь на галактической железной дороге» (銀河鉄道の夜, Гинга-тэцудо:-но ёру).
Существует теория, что станция Сакаэхама стала прототипом станции «Сиротори», которая появляется в романе «Ночь на галактической железной дороге».